# Vespa dybowskii
Vespa dybowskii är en getingart som beskrevs av André 1884. Vespa dybowskii ingår i släktet bålgetingar, och familjen getingar. Utöver nominatformen finns också underarten V. d. mutata.